# 特洛伊鎮區 (北卡羅萊納州蒙哥馬利縣)
特洛伊鎮區（英語：Troy Township）是位於美國北卡羅萊納州蒙哥馬利縣的一個鎮區。

## 地方資料
特洛伊鎮區的面積為144.78平方千米，皆為陸地。根據2020年美國人口普查的數據，當地共有人口5531人，而人口密度為每平方千米38.2人。